# (19) Fortune
Pour les articles homonymes, voir Fortune et Fortuna.
(19) Fortune, internationalement (19) Fortuna, est un des astéroïdes les plus volumineux de la ceinture principale d'astéroïdes. Il a une composition similaire à Cérès : une surface de couleur sombre qui a fortement subi l'érosion spatiale et une composition à base de composés organiques primitifs, incluant des tholins.
Il a été découvert par John Russell Hind le 22 août 1852 et nommé d'après Fortune, la déesse romaine de la chance.
Son symbole astronomique était .

## Caractéristiques physiques
Fortune est caractérisé par un diamètre de 225 km et un des plus sombres albédos géométriques connu pour un astéroïde de plus de 150 km de diamètre. Son albédo a été mesuré de 0,028 à 0,037.
Le télescope spatial Hubble a observé Fortune en 1993. Il a été déterminé avec un diamètre apparent de 0,20 arc-secondes (4,5 pixels de la caméra embarquée) et sa forme a été jugée presque sphérique. Des satellites ont été recherchés, mais aucun n'a été détecté. Des occultations stellaires par Fortune ont pu être observées à plusieurs reprises. Fortune a été étudié par radar.
Fortune a subi les perturbations de l'astéroïde de 80 km, (135) Hertha, et sa masse a pu ainsi être initialement estimée par Baer à 1,08  × 1019 kg. Une estimation plus récente de Baer suggère qu'il a une masse de 1,27  × 1019 kg.
Le 21 décembre 2012, l'astéroïde Fortune (~200 km) est passé sans danger à 6,5 millions de kilomètres de l'astéroïde (687) Tinette.
L'orbite de Fortuna se trouve à 1,06 UA de l'orbite terrestre à son point le plus proche. Cela signifie qu'il y a toujours une très grande distance entre cet astéroïde et la Terre.

## Compléments